# The Abyssinians
The Abyssinians é uma banda jamaicana de reggae fundada em 1968 por Donald Manning, Bernard Collins e Linford Manning.
O nome do grupo é originário do país Etiópia, cujo nome antigo era Abíssinia. Foi lançado em 1971 um dos primeiros hinos da era Rastafari, "Satta Massagana", música que foi cantada em igrejas na Jamaica.

## Discografia
Satta Massagana - 1976
1. Declaration of Rights
2. Good Lord
3. Forward on to Zion
4. Know Jah Today
5. Abendigo
6. Y Mas Gan
7. Black Man’s Strain
8. Satta Massagana
9. I and I
10. African Race
11. Leggo Beast
12. Peculiar Number
13. Reason Time
14. There is No End
Arise - 1978
1. This land is for Everyone
2. Dem a Come
3. Meditation
4. Jah Loves
5. South African Enlistment
6. Hey You
7. Let My Days Be Long
8. Wicked Man
9. Mightiest of All
10. Oh Lord
Forward - 1982
1. Forward Jah
2. Prophesy
3. This is Not the End
4. Satta Massagana
5. Mabrak
6. Forward Onto Zion
7. Praise Him
8. Peculiar Number
9. Peculiar Dub
10. Jerusalem
Declaration of Dub - 1998
1. Declaration of Dub
2. Good Lord Dub
3. Zion I
4. Know Jah Dub
5. Dub Abendigo
6. Y Mas Gan Dub
7. Meditation Dub
8. Thunderstorm
9. I and I Dub
10. African Dub
11. Mark of the Dub
12. Peculiar Dub
13. Reasonable Dub
14. There is No End
Reunion - 1998
1. Power of Evil
2. 19.95 + Tax
3. Ethiopia
4. Child Abuse (Where is the Trust?)
5. Smokey Joe
6. In Al Kalda
7. Arise
8. Holy Man
9. Wolves
10. Say It Again
11. Satta Massagana/Power of Evil
Satta Dub - 1998
1. Thunderstorm
2. Mandela Version
3. African Dub
4. I ‘N’ I Dub
5. Good Lord Dub
6. Know Jah Dub
7. Y Mas Gan Dub
8. Jah Loves Dub
9. Zion I Dub
10. Peculiar Dub
11. Meditation Dub
12. Dem a Dub
13. There Is No Dub
14. Mandela
15. Mandela, Pt, 2
Forward to Zion - 2001
1.Declaration Of Rights
2.Good Lord
3.Forward To Zion
4.Know Jah Today
5.Abendigo
6.Yi Mas Gan
7.Black Man Strain
8.I & I
9.African Race
10.Satta Massagana
Tree of Satta - 2003
1. Satta Massa Gana
2. Thunderstorm
3. Mabrak
4. I Pray Thee
5. Charming Version
6. Wisdom
7. Satta Me No Born Yah
8. I Saw Esau
9. Mandela
10. Satta Don
11. Blessed
12. Man of Jah Order
13. It’s a Joy
14. Conspiracy
15. Dislocate
16. How Long
17. Ranglin Satta
18. Corner Stone
19. Good and Bad
20. Dahina Dimps